# Блек Стар
Black Star Inc. е музикална компания от Москва, Русия.
Компанията продуцира рап изпълнители. Създадена е от рапъра Тимати през 2006 година.
През 2016, в навечерието на десетата годишнина от основаването, на официалния сайт на компанията се появява изображение, което представлява зачеркнато лого и надпис „Краят“. Подобни изображения са публикувани на социалните мрежи компанията и нейните изпълнители. Сред фенове и журналисти се появяват версии за затваряне на компанията или PR кампания, свързана с ребрандирането и освобождаването на новия албум. На следващия ден, съобщи електронното издание на Life, позовавайки се на източник, близък до компанията, съобщи, че това, което се случва, е маркетингов ход преди предстоящо ребрандиране.

## Изпълнители

### Настоящи изпълнители
| Артист      | Реално име                 | Година на присъединяване | Бележка                                        |
| ----------- | -------------------------- | ------------------------ | ---------------------------------------------- |
| Natan       | Натан Миров                | 2013 година              | Победител в кастинга „Молодая Кровь“ – 2013 г. |
| Миша Марвин | Михаил Михайлович Решетняк | 2015 година              | изпълнител на лейбъл                           |
| Клава Кока  | Клавдия Вадимовна Высокова | 2015 година              | Победител в кастинга „Молодоя Кровь“ – 2015 г. |
| Наzима      | Назима Джанибекова         | 2018 година              | Финалист в първи сезон на шоу „Песни“          |
| Slame       | Вячеслав Исаков            | 2019 година              | Победител във втори сезон на шоу „Песни“       |
| Боронина    | Анна Боронина              | 2019 година              | Финалист във втори сезон на шоу „Песни“        |
| Анет Сай    | Аня Сайдалиева             | 2019 година              | Участник във втори сезон на шоу „Песни“        |

### Изпълнители, напуснали Блек Стар
- DJ Дли – В Блек Стар от 2007 до 2009
- Карина Кокс – В Блек Стар от 2010 до 2011
- Мюзик Хайк – В Блек Стар от 2007 до 2012
- Лаки – В Блек Стар само 2012
- Павел Галанин – В Блек Стар само 2012
- DJ МЕГ – В Блек Стар 2007 до 2012
- Ю.К. – В Блек Стар 2007 до 2012
- Джиган – В Блек Стар от 2008 до 2013
- DJ Мисс Диппи – В Блек Стар до 2014
- Фидел – В Блек Стар от 2013 до 2014
- Група Панама – В Блек Стар само 2013
- Саша Чест – В Блек Стар от 2015 до 2016
- Кристина Си – В Блек Стар от 2013 до 2018
- КАН – В Блек Стар от 2014 до 2019
- Егор Крид – В Блек Стар от 2012 до 2019
- Ли'Ван – В Блек Стар от 2012 до 2019
- DanyMuse  – В Блек Стар от 2018 до 2019
- Скруджи  – В Блек Стар от 2015 до 2019
- Pabl.A – В Блек Стар от 2018 до 2019
- ARS-N – В Блек Стар от 2019 до 2020
- AMCHI – В Блек Стар от 2019 до 2020
- Doni – В Блек Стар от 2014 до 2020
- Тимати – В Блек Стар от 2006 до 2020
- Ternovoy (ex. Terry) – В Блек Стар от 2018 до 2021
- Дана Соколова – В Блек Стар от 2015 до 2021
- Мот – В Блек Стар от 2013 до 2022
- Миша Марвин – В Блек Стар от 2015 до 2022